# Center for Leksikografi
Center for Leksikografi (eng. Centre for Lexicography, forkortet Centlex) er et forskningscenter på Aarhus Universitet der beskæftiger sig med leksikografi.
Centret blev oprettet i 1996 og hørte under Institut for Sprog og Erhvervskommunikation ved Handelshøjskolen i Århus og senere School of Business and Social Sciences, indtil det flyttede sammen med erhvervssprogsuddannelserne til Institut for Kommunikation og Kultur. Centrets leder var Henning Bergenholtz indtil han gik på pension i 2013 og blev erstattet af Sven Tarp.
Centrets formål er at forske i ordbogsteori i bred forstand, og det er et internationalt anerkendt center for ordbogsforskning der samarbejder med institutioner fra forskellige lande samt firmaer som Ordbogen.com. Center for Leksikografi forsker især i ordbogsfunktioner, dvs. hvilken hjælp ordbøger kan give brugerne i bestemte situationer, og hvordan brugerne af ordbøger bedst kan få adgang til de data, ordbøgerne indeholder.
Centrets medarbejdere udarbejder ikke kun videnskabelige bøger og artikler i nationale og internationale fagtidsskrifter, men også trykte og elektroniske ordbøger inden for mange områder, fx Engelsk-Dansk Erhvervsordbog (Gyldendal 2006), Regnskabsordbogen Engelsk-Dansk (Thomson 2007), Den Danske Netordbog og Den Danske Idiomordbog.
56°10′22″N 10°12′21″Ø / 56.1728°N 10.2057°Ø

## Eksterne links
- Center for Leksikografis hjemmeside Arkiveret 29. september 2022 hos  Wayback Machine